# Fliegerhorst Fiala Fernbrugg

i7
i11
i13
Der Fliegerhorst Fiala Fernbrugg (auch Fliegerhorst Aigen, ICAO-Code: LOXA) ist ein Fliegerhorst der Luftstreitkräfte des österreichischen Bundesheeres in Aigen im Ennstal im Bundesland Steiermark.
Organisatorisch ist der Fliegerhorst Aigen eine Fachabteilung der Fliegerwerft 3 mit Sitz in Hörsching, die wiederum Teil des Geschwaders Luftunterstützung innerhalb der Luftstreitkräfte ist.

## Geschichte

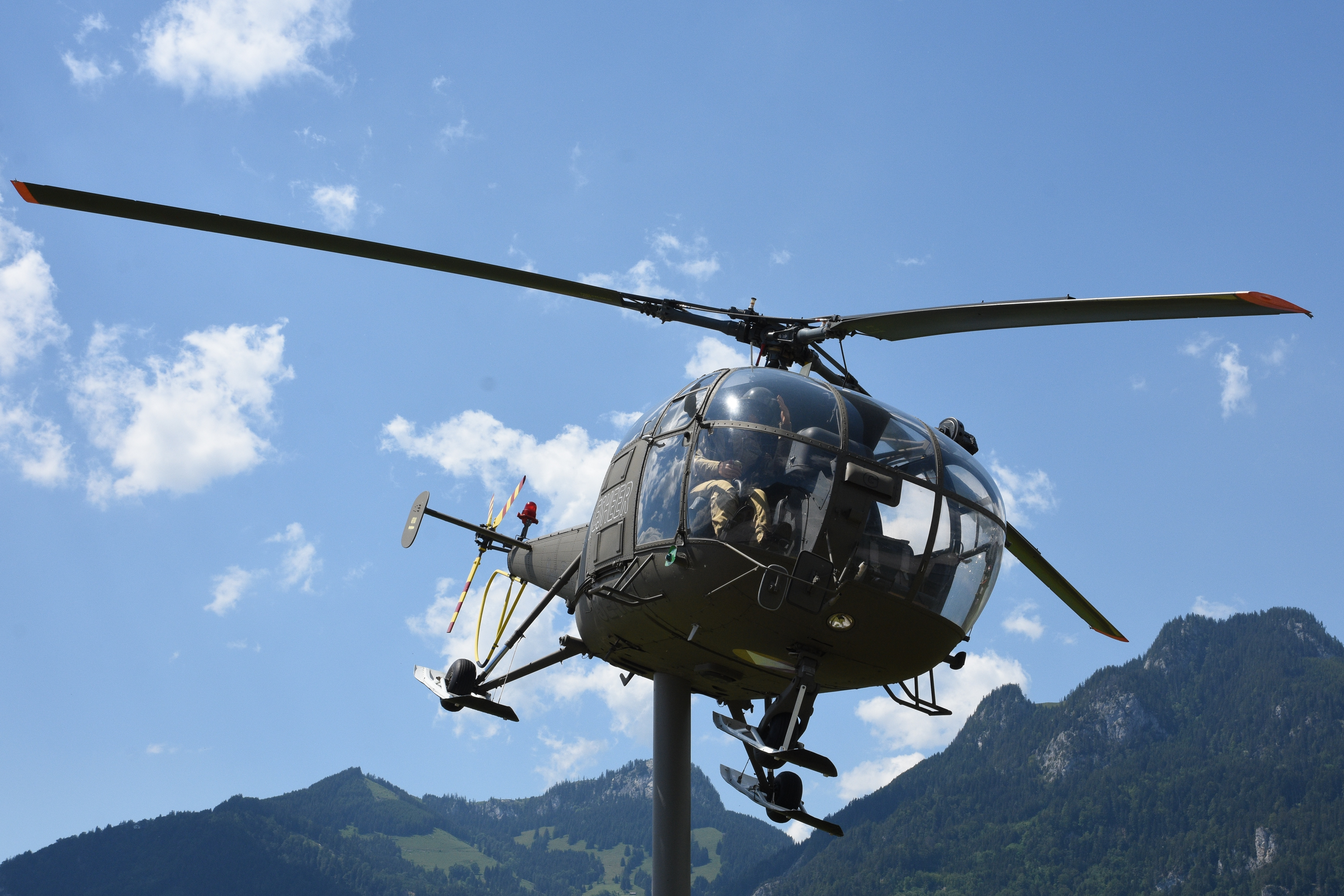
Eine Alouette beim Eingangsbereich vom Fliegerhorst Fiala Fernbrugg

Im Jahre 1937 eröffnet, wurde das Bomber-Geschwader 1 (BoGeschw 1) vom Flugplatz Wiener Neustadt/West nach Aigen verlegt.
Der Fliegerhorst wurde 1955 dem österreichischen Bundesheer zugeteilt. Der Name des Fliegerhorstes wurde 1967 in Fliegerhorst Fiala Fernbrugg umbenannt. Benno Fiala von Fernbrugg war ein Jagdflieger Österreich-Ungarns im Ersten Weltkrieg.
Im Jänner 1968 war der Fliegerhorst Drehort der Schlussszenen des Agententhrillers Agenten sterben einsam.
Der Fliegerhorst war vom 5.–11. August 2002 Austragungsort der 11. Hubschrauber-Weltmeisterschaft. Das Bundesheer hat Pläne bekanntgegeben, den Stützpunkt zu schließen.

## Nutzung
Im Oktober 2008 waren in Aigen im Ennstal 24 Stück Alouette III stationiert, die ab Jänner 1967 ans Heer geliefert wurden. 8 davon wurden als Schulungshubschrauber zum Fliegerhorst Brumowski in Langenlebarn verlegt, nachdem (dort?) der Typ Bell 206 ausgeschieden wurde.
Mit Stand September 2017 betreibt das Bundesheer 22 Alouette III, die (Stand Dezember 2018) weiters an Stützpunkten in Klagenfurt (LOXK) und Schwaz in Tirol (LOXI) stationiert sind.
Ende 2022 wurde der erste AW169M LUH in Aigen im Ennstal stationiert.